# Pegoplata nevadensis
Pegoplata nevadensis är en tvåvingeart som beskrevs av Griffiths 1986. Pegoplata nevadensis ingår i släktet Pegoplata och familjen blomsterflugor. Inga underarter finns listade i Catalogue of Life.